# Pacaya
Pacaya er en vulkan i Guatemala nær byen Antigua. Vulkanen har været i udbrud mindst 23 gange siden den spanske erobring. Efter at have været inaktiv i et århundrede gik den igen i udbrud i 1961, og siden har den konstant været i udbrud. 
Vulkanen, der er omkring 2552 meter høj, er et populært turistmål, fordi man kan komme helt op på toppen og komme endog meget tæt på glødende lava.
| Bjerg | Spire Denne artikel om et bjerg eller en bjergkæde er en spire som bør udbygges. Du er velkommen til at hjælpe Wikipedia ved at udvide den. |

14°22′51″N 90°36′04″V / 14.3808°N 90.6011°V